# Битанга и принцеза
Битанга и принцеза је четврти студијски албум групе Бијело дугме из 1979. године у издању дискографске куће Југотон.
Битанга и принцеза је био први албум Бијелог дугмета на којем је Ђиђи Јанкелић свирао на бубњевима. Био је то последњи албум бенда оријентисан на хард рок пре њиховог преласка на нови талас следеће године.
Године 1998. Битанга и принцеза је проглашен десетим на листи 100 највећих југословенских рок и поп албума. Албум је 2015. године проглашен 15. на листи 100 највећих југословенских албума коју је објавило хрватско издање Ролинг Стоуна.
2024. године је доживео реиздање на плочи и ЦД-у која укључује оригинални омот и бољи звук.

## Позадина

### Промена састава
Након заједничког одласка бубњара Ипе Ивандића и клавијатуристе Лазе Ристовског у пролеће 1978. године — који су на крају радили на пратећем пројекту Стижемо — Бијелом дугмету се поново придружио бивши клавијатуриста Владо Правдић, док је Ивандића заменио Ђиђи Јанкелић.
Правдић је претходно напустио бенд у јесен 1976. да би служио свој обавезни мандат у Југословенској народној армији, али на крају није повратио своје место чак ни након што је отпуштен из војске јер је Бреговић одлучио да Ристовског задржи трајно. Јанкелић је, с друге стране, био потпуно нов у Бијелом дугмету, стигао је тако што се појавио на пратећем соло албуму певача бенда Жељка Бебека Скоро да смо исти који је неколико месеци раније објављен и наишао на лоше критике.
Бенд је почео да припрема свој нови студијски албум почетком јесени 1978. године у Нишкој Бањи‚ док је Горан Бреговић још служио војску у Нишу, али су се дефинитивно поново окупили у Сарајеву 1. новембра.

### Снимање
Првобитно, издавачка кућа групе, Југотон, резервисала је лондонски AIR Studios (где су снимљена претходна два студијска албума бенда) за крај новембра 1978. са циљем да се плоча објави на време за новогодишње празнике у Југославији. Међутим, како је постало јасно да бенд неће моћи да снима у новембру — а поновно резервисање није могло да се договори у кратком року — сесије снимања су премештене у Београд. Албум је снимљен током јануара 1979. године у ПГП-РТБ студију у Београду, након чега је уследио процес мастеринга у лондонском студију Abbey Road. Као и претходна два студијска албума бенда, Битанга и принцеза је такође продуцирао Нил Харисон. У њему није било препознатљивог хард рок звука бенда под утицајем фолка, јер готово да нема елемената народне музике, док су баладе „Кад заборавиш јули“ и „Све ће то мила моја прекрити рузмарин, сњегови и шаш“ укључивале симфонијски оркестар.
Израду албума пратила је цензура. Оригинални омот, који је дизајнирао стари сарадник Драган Стефановић, а на којем је женска нога ударала мушки генитални део, издавач бенда Југотон одбила је као "вулгарну". Стефановић је тада дизајнирао и потпуно белу омот албума, али су га уредници Југотона одбили уз образложење да ће захтевати да албум буде јефтинији. Албум је завршио на омоту који је дизајнирао Југотонов дизајнер Иван Ивезић.

## Листа пјесама
1. „Битанга и принцеза“ (3:46)
2. „Ала је глупо заборавит' њен број“ (3:53)
3. „Ипак, пожелим неко писмо“ (4:29)
4. „Кад заборавиш јули“ (4:29)
5. „На задњем сједишту мога аута“ (3:56)
6. „А колико си их имала до сад“ (4:18)
7. „Све ће то мила моја прекрити рузмарин, сњегови и шаш“ (7:49)

- Текст и музика - Горан Бреговић.

## Чланови групе
- Жељко Бебек — вокал
- Горан Бреговић — гитара
- Ђиђи Јанкелић — бубњеви
- Зоран Реџић — бас-гитара
- Владо Правдић — Клавијатуре

## Сарадници
- Дубравко Мајнарић — главни и одговорни уредник
- Нил Харисон (Neil Harrison) — продуцент
- Војно Кундић — уредник
- Маја Оџаклијевска — пратећи вокал
- Слободан Марковић — синтисајзер
- Ранко Рихтман и Војкан Борисављевић — аранжман за филхармонију
- Иван Ивезић — омот
- Крис Блер (Chris Blair) — резао плочу

## Пријем
Битанга и принцеза је по изласку критика хвалила као до тада најбоље дјело Бијелог дугмета. Скоро свака песма на албуму постала је хит. Коначан број продатих примерака био је око 320.000.
Турнеја након објављивања албума такође је била успешна. Бенд је пет пута успео да распрода београдску халу Пионир, а сав новац од ових концерата посвећен је жртвама земљотреса у Црној Гори 1979. године. 22. септембра исте године бенд је организовао концерт под називом Рок спектакл '79 на стадиону ЈНА. На концерту су наступиле многе групе: Формула 4, Аеродром, Опус, Сенад од Босне, Револвер, Прљаво казалиште, Томаж Домицељ, Сунцокрет, Парни ваљак, Генерација 5, Силуете...

## Топ листе

### Недељна листа
| Листа     | Највиша позиција |
| --------- | ---------------- |
| ХР топ 40 | 1                |

| Листа     | Највиша позиција |
| --------- | ---------------- |
| ХР топ 40 | 13               |

### Месечна листа
| Листа | Највиша позиција |
| ----- | ---------------- |
| ХДУ   | 1                |

### Годишња листа
| Листа | Највиша позиција |
| ----- | ---------------- |
| ХДУ   | 1                |

## Занимљивости
- Насловна нумера је посвећена Љиљани Тици.[17]